# Gjyste Vulaj
Gjyste Vulaj (ur. 9 lipca 1977 w Vuksanlekići) – czarnogórska piosenkarka pochodzenia albańskiego.

## Dyskografia[1]

### Albumy
| Rok  | Album                       |
| ---- | --------------------------- |
| 2000 | 1 2 3 4                     |
| 2001 | O ju motra                  |
| 2002 | Jam e embel si sheqer       |
| 2002 | 100%                        |
| 2003 | Me miqte                    |
| 2004 | S'jam per ty                |
| 2004 | Me hitet                    |
| 2004 | Me lejo te te puth nje here |
| 2005 | Me te mirat                 |
| 2006 | Me ke borxh                 |
| 2007 | Vdeksha per ty              |
| 2008 | Shah mat                    |
| 2010 | Je 1-sh                     |
| 2011 | A behesh merak              |
| 2012 | Zoti s'rrehet               |

### Teledyski
| Rok  | Teledysk                     |
| ---- | ---------------------------- |
| 2007 | Te kroni i traboinit         |
| 2008 | Me ty pa ty                  |
| 2014 | Veç një herë me t'puthë fort |
| 2015 | Maximum                      |
| 2016 | Tik tak                      |
| 2016 | A po e keni hot              |
| 2017 | Sonte bëjm nam!              |
| 2019 | Askush si na!                |